# Skytrax

Logo của Skytrax

Skytrax là một hãng tư vấn đóng trụ sở ở Vương quốc Anh, ban đầu được biết tới với tên gọi Inflight Research Services (Dịch vụ Nghiên cứu trên chuyến bay), trong đó có một trong những tạp chí và trang mạng xếp hạng các hãng hàng không và sân bay lớn nhất. Tổ chức này tiến hành nghiên cứu các hãng hàng không thương mại, hãng cũng tiến hành khảo sát các hãng hàng không quốc tế đế tìm ra các phi hành đoàn, sân bay, hãng hàng không, phòng chờ hãng hàng không, dịch vụ vui chơi giải trí trong chuyến bay, suất ăn trên máy bay, và các yếu tố khác nhau của đi lại bằng đường hàng không. Ngoài các cuộc điều tra, Skytrax có một diễn đàn hàng không nơi hành khách cung cấp cho các hành khách tiềm năng khác cảm giác của họ đối với một hãng hàng không trước khi chọn bay với họ. Họ cũng có đánh giá chuyến bay, kiểm tra chuyến bay, và các cuộc điều tra sự hài lòng. Skytrax là hãng được biết nhiều nhất cho các giải thưởng sân bay thế giới hàng năm và hàng hàng không thế giới hàng năm của họ cũng như xếp hạng cho các hãng hàng không và các sân bay. Nghiên cứu của Dịch vụ nghiên cứu trên chuyến bay đã được sử dụng bởi chính phủ Anh trong việc xây dựng chính sách vận chuyển hàng không, ví dụ như trong báo cáo thứ năm về công nghệ và khoa học của Ủy bang lựa chọn của Thượng viện Anh.

## Giải thưởng
Skytrax trao các giải thưởng hàng năm cho các sân bay và các hãng hàng không có hoạt động nổi bật và dịch vụ tốt nhất

### Hãng hàng không của năm
| Năm  | 1st                | 2nd                | 3rd                |
| ---- | ------------------ | ------------------ | ------------------ |
| 2001 | Emirates           | Singapore Airlines | Cathay Pacific     |
| 2002 | Emirates           | Cathay Pacific     | Singapore Airlines |
| 2003 | Cathay Pacific     | Emirates           | Singapore Airlines |
| 2004 | Singapore Airlines | Emirates           | Cathay Pacific     |
| 2005 | Cathay Pacific     | Qantas             | Emirates           |
| 2006 | Cathay Pacific     | Qantas             | Cathay Pacific     |
| 2007 | Singapore Airlines | Thai Airways       | Cathay Pacific     |
| 2008 | Singapore Airlines | Cathay Pacific     | Qantas             |
| 2009 | Cathay Pacific     | Singapore Airlines | Asiana Airlines    |
| 2010 | Asiana Airlines    | Singapore Airlines | Qatar Airways      |
| 2011 | Qatar Airways      | Singapore Airlines | Asiana Airlines    |
| 2012 | Qatar Airways      | Asiana Airlines    | Singapore Airlines |
| 2013 | Emirates           | Qatar Airways      | Singapore Airlines |
| 2014 | Cathay Pacific     | Qatar Airways      | Singapore Airlines |
| 2015 | Qatar Airways      | Singapore Airlines | Cathay Pacific     |
| 2016 | Emirates           | Qatar Airways      | Singapore Airlines |
| 2017 | Qatar Airways      | Singapore Airlines | All Nippon Airways |
| 2018 | Singapore Airlines | Qatar Airways      | All Nippon Airways |

### Sân bay của năm
| Năm  | 1st                             | 2nd                                | 3rd                                          |
| ---- | ------------------------------- | ---------------------------------- | -------------------------------------------- |
| 1999 | Amsterdam Airport Schiphol      | None                               | None                                         |
| 2000 | Singapore Changi Airport        | None                               | None                                         |
| 2001 | Hong Kong International Airport | Kuala Lumpur International Airport | Singapore Changi Airport                     |
| 2002 | Hong Kong International Airport | Singapore Changi Airport           | Sydney Kingsford Smith International Airport |
| 2003 | Hong Kong International Airport | Singapore Changi Airport           | Dubai International Airport                  |
| 2004 | Hong Kong International Airport | Singapore Changi Airport           | Amsterdam Airport Schiphol                   |
| 2005 | Hong Kong International Airport | Singapore Changi Airport           | Incheon International Airport                |
| 2006 | Singapore Changi Airport        | Hong Kong International Airport    | Munich Airport                               |
| 2007 | Hong Kong International Airport | Incheon International Airport      | Singapore Changi Airport                     |
| 2008 | Hong Kong International Airport | Singapore Changi Airport           | Incheon International Airport                |
| 2009 | Incheon International Airport   | Hong Kong International Airport    | Singapore Changi Airport                     |
| 2010 | Singapore Changi Airport        | Incheon International Airport      | Hong Kong International Airport              |
| 2011 | Hong Kong International Airport | Singapore Changi Airport           | Incheon International Airport                |
| 2012 | Incheon International Airport   | Singapore Changi Airport           | Hong Kong International Airport              |
| 2013 | Singapore Changi Airport        | Incheon International Airport      | Amsterdam Schiphol Airport                   |
| 2014 | Singapore Changi Airport        | Incheon International Airport      | Munich Airport                               |
| 2015 | Singapore Changi Airport        | Incheon International Airport      | Munich Airport                               |
| 2016 | Singapore Changi Airport        | Incheon International Airport      | Munich Airport                               |
| 2017 | Singapore Changi Airport        | Haneda International Airport       | Incheon International Airport                |
| 2018 | Singapore Changi Airport        | Incheon International Airport      | Haneda International Airport                 |

## Bảng xếp hạng các hãng hàng không

### Các Hãng hàng không 5 sao
Nguồn:
| Hãng hàng không     | Liên minh     | Năm                       |
| ------------------- | ------------- | ------------------------- |
| All Nippon Airways  | Star Alliance | 2013–nay                  |
| Ansett Australia    | Star Alliance | 2001–2002                 |
| Asiana Airlines     | Star Alliance | 2007–nay                  |
| British Airways     | Oneworld      | 2001                      |
| Cathay Pacific      | Oneworld      | 2001–2002, 2004, 2006–nay |
| Emirates            | none          | 2001                      |
| Etihad Airways      | none          | 2016–nay                  |
| EVA Air             | Star Alliance | 2016–nay                  |
| Garuda Indonesia    | SkyTeam       | 2014–nay                  |
| Hainan Airlines     | none          | 2010–nay                  |
| Japan Airlines      | Oneworld      | 2018–nay                  |
| Kingfisher Airlines | none          | 2008–2010                 |
| Lufthansa           | Star Alliance | 2017–nay                  |
| Qatar Airways       | Oneworld      | 2006–nay                  |
| Malaysia Airlines   | Oneworld      | 2001, 2005–2013           |
| Singapore Airlines  | Star Alliance | 2001–2002, 2004, 2006–nay |

### Hãng hàng không có dịch vụ sân bay tốt nhất
| Năm  | 1st                | 2nd                | 3rd              |
| ---- | ------------------ | ------------------ | ---------------- |
| 2013 | All Nippon Airways | Asiana Airlines    | Korean Air       |
| 2014 | All Nippon Airways | EVA Air            | Thai Airways     |
| 2015 | All Nippon Airways | EVA Air            | Garuda Indonesia |
| 2016 | All Nippon Airways | EVA Air            | Thai Airways     |
| 2017 | All Nippon Airways | EVA Air            | Thai Airways     |
| 2018 | EVA Air            | All Nippon Airways | Cathay Pacific   |

### Dịch vụ giải trí trên chuyến bay tốt nhất
| Năm  | 1st      | 2nd                | 3rd                |
| ---- | -------- | ------------------ | ------------------ |
| 2013 | Emirates | Singapore Airlines | Cathay Pacific     |
| 2014 | Emirates | Singapore Airlines | Turkish Airlines   |
| 2015 | Emirates | Qatar Airways      | Singapore Airlines |
| 2016 | Emirates | Singapore Airlines | Qatar Airways      |
| 2017 | Emirates | Qatar Airways      | Singapore Airlines |
| 2018 | Emirates | Singapore Airlines | Qatar Airways      |

### Cabin sạch sẽ nhất
| Năm  | 1st                | 2nd                | 3rd                |
| ---- | ------------------ | ------------------ | ------------------ |
| 2013 | All Nippon Airways | Asiana Airlines    | Korean Air         |
| 2014 | Asiana Airlines    | All Nippon Airways | Singapore Airlines |
| 2015 | EVA Air            | Singapore Airlines | All Nippon Airways |
| 2016 | Cathay Pacific     | EVA Air            | All Nippon Airways |
| 2017 | EVA Air            | All Nippon Airways | Japan Airlines     |
| 2018 | All Nippon Airways | EVA Air            | Asiana Airlines    |

### Hãng hàng không khu vực tốt nhất thế giới (chuyến bay đường ngắn)
| Năm  | 1st                                | 2nd                                | 3rd                                |
| ---- | ---------------------------------- | ---------------------------------- | ---------------------------------- |
| 2013 | Cathay Dragon (formerly Dragonair) | Aegean Airlines                    | Bangkok Airways                    |
| 2014 | Bangkok Airways                    | Cathay Dragon (formerly Dragonair) | Aegean Airlines                    |
| 2015 | Cathay Dragon (formerly Dragonair) | Bangkok Airways                    | Aegean Airlines                    |
| 2016 | Bangkok Airways                    | Cathay Dragon (formerly Dragonair) | Hong Kong Airlines                 |
| 2017 | Bangkok Airways                    | Hong Kong Airlines                 | Cathay Dragon (formerly Dragonair) |
| 2017 | Bangkok Airways                    | Cathay Dragon (formerly Dragonair) | Alaska Airlines                    |

### Liên minh hãng hàng không tốt nhất thế giới
| Năm  | 1st           | 2nd           | 3rd     |
| ---- | ------------- | ------------- | ------- |
| 2013 | Oneworld      | Star Alliance | SkyTeam |
| 2014 | Oneworld      | Star Alliance | SkyTeam |
| 2015 | Oneworld      | Star Alliance | SkyTeam |
| 2016 | Star Alliance | Oneworld      | SkyTeam |
| 2017 | Star Alliance | Oneworld      | SkyTeam |
| 2018 | Star Alliance | Oneworld      | Skyteam |

## Xếp hạng sân bay

### Sân bay tốt nhất thế giới
| Hạng (2017) | Nhà ga                                    | Hình ảnh    |
| ----------- | ----------------------------------------- | ----------- |
| 1           | Munich - T2                               | không khung |
| 2           | London-Heathrow - T5                      | không khung |
| 3           | Sân bay Changi Singapore - T3             | không khung |
| 4           | London-Heathrow - T2                      | không khung |
| 5           | Madrid - T4                               | không khung |
| 6           | Tokyo-Haneda - Int'l                      | không khung |
| 7           | Paris-Charles de Gaulle - T2-M            | không khung |
| 8           | Dubai-International - T3                  | không khung |
| 9           | Mumbai - T2                               | không khung |
| 10          | Sân bay quốc tế Hồng Kiều Thượng Hải - T2 | không khung |

### Sân bay 5 sao của thế giới
Nguồn:
- Chubu Centrair International Airport (sân bay khu vực)
- Haikou Meilan International Airport (sân bay khu vực)
- Hamad International Airport
- Heydar Aliev International Airport
- Sân bay quốc tế Hồng Kông
- Munich Airport
- Incheon International Airport
- Singapore Changi Airport
- Haneda Airport

### Sân bay quốc tế tốt nhất thế giới theo số hành khách

#### Trên  50 triệu hành khách
| Năm  | 1st                      | 2nd                             | 3rd                             |
| ---- | ------------------------ | ------------------------------- | ------------------------------- |
| 2013 | Singapore Changi Airport | Amsterdam Airport Schiphol      | Hong Kong International Airport |
| 2014 | Singapore Changi Airport | Hong Kong International Airport | Amsterdam Airport Schiphol      |
| 2015 | Singapore Changi Airport | Hong Kong International Airport | Haneda International Airport    |
| 2016 | Singapore Changi Airport | Haneda International Airport    | Hong Kong International Airport |

### Sân bay vận tải tốt nhất thế giới
| Năm  | 1st                             | 2nd                           | 3rd                                  |
| ---- | ------------------------------- | ----------------------------- | ------------------------------------ |
| 2013 | Incheon International Airport   | Singapore Changi Airport      | Hong Kong International Airport      |
| 2014 | Incheon International Airport   | Singapore Changi Airport      | Narita International Airport         |
| 2015 | Incheon International Airport   | Singapore Changi Airport      | Hong Kong International Airport      |
| 2016 | Incheon International Airport   | Singapore Changi Airport      | Hong Kong International Airport      |
| 2017 | Tokyo-Haneda                    | Incheon International Airport | Chūbu Centrair International Airport |
| 2018 | Hong Kong International Airport | Singapore Changi Airport      | Incheon International Airport        |

### Sân bay sạch nhất thế giới
| Năm  | 1st                           | 2nd                                  | 3rd                                  |
| ---- | ----------------------------- | ------------------------------------ | ------------------------------------ |
| 2013 | Haneda International Airport  | Incheon International Airport        | Singapore Changi Airport             |
| 2014 | Haneda International Airport  | Incheon International Airport        | Singapore Changi Airport             |
| 2015 | Incheon International Airport | Haneda International Airport         | Chūbu Centrair International Airport |
| 2016 | Haneda International Airport  | Chūbu Centrair International Airport | Incheon International Airport        |

### Sân bay có dịch vụ hành lý tốt nhất thế giới
| Năm  | 1st                             | 2nd                                   | 3rd                          |
| ---- | ------------------------------- | ------------------------------------- | ---------------------------- |
| 2013 | Zürich Airport                  | Beijing Capital International Airport | Haneda International Airport |
| 2014 | Hong Kong International Airport | Incheon International Airport         | Singapore Changi Airport     |
| 2015 | Kansai International Airport    | Hong Kong International Airport       | Singapore Changi Airport     |
| 2016 | Kansai International Airport    | Haneda International Airport          | Singapore Changi Airport     |